# Novozíbkov
Novozíbkov (en ruso: Новозы́бков) es una ciudad rusa, capital del raión homónimo en la óblast de Briansk.
En 2021, la ciudad tenía una población de 38 680 habitantes.

## Historia
La localidad fue fundada en 1701 y tiene estado de ciudad desde 1809. Durante la Segunda Guerra Mundial, Novozíbkov fue ocupada por el ejército alemán desde 1941 hasta 1943.
El 28 de abril de 1986 la ciudad y sus alrededores fueron contaminadas a causa de la lluvia radiactiva del desastre de Chernóbil, convirtiendo a esta zona en una de las más contaminadas de toda la Federación Rusa. En 1990, las exhaustivas labores de limpieza llevadas a cabo por los liquidadores durante el gobierno de Boris Yeltsin lograron descontaminar satisfactoriamente la localidad, pero aun así en sus alrededores es imposible la vida humana (cabe destacar que la zona de exclusión comienza 1 km al oeste de la ciudad). Como resultado, docenas de aldeas fueron enterradas.

## Administración
Es sede administrativa del raión homónimo, aunque debe tenerse en cuenta que en este raión y ciudad hay una diferencia entre el mapa municipal (descentralización) y el mapa administrativo (desconcentración administrativa). En el mapa municipal, desde 2019 se ha unificado en un solo ayuntamiento el autogobierno local de la ciudad y del raión, gobernándose el conjunto bajo la forma jurídica de un único ókrug urbano. Por el contrario, en el mapa administrativo sigue existiendo el raión como un distrito administrativo separado de la ciudad, directamente subordinada a la óblast. Esta divergencia entre el mapa administrativo y el municipal se debe la presencia en las áreas rurales próximas de la zona de exclusión del accidente de Chernóbil, lo que exige que dichas zonas rurales tengan una atención administrativa separada pero dificulta la formación de un autogobierno rural.